# Edoeard Sjachikjan
Edoeard Zaveni Sjachikjan (Armeens: Էդուարդ Զավենի Շախիկյան) (Jerevan, 21 september 1950) is een Armeens beeldhouwer en zanger. Verschillende van zijn beeldhouwwerken kregen een plaats voor belangrijke gebouwen in binnen- en buitenland.

## Biografie
Sjachikjan studeerde in 1978 af aan de faculteit voor beeldhouwkunst van de Staatsacademie voor Schone Kunsten in Jerevan. Naast zijn beeldhouwwerk is hij zanger (bariton) bij het Nationaal Staatsacademisch Koor van Armenië.
Zijn werk staat hoog aangeschreven in Armenië en leverde hem in 2010 de hoogste culturele onderscheiding van het land op, de Movses Khorenatsi-medaille. Hij wordt gevraagd voor het maken van monumenten en voor het vervaardigen van beelden die onder meer worden geschonken aan hoogwaardigheidsbekleders. Bijvoorbeeld gaf president Robert Kotsjarjan in 2008 een bronzen beeld van Sjachikjan aan Paus Benedictus XVI dat de discipelen uitbeeldt tijdens Het laatste avondmaal. Verder staan er beelden van hem voor onder meer het Ministerie van Noodsituaties, voor de Centrale Bank van Armenië, het Staatsinstituut voor Theater en Film in Jerevan en voor het gebouw van de Raad van Europa in Straatsburg.

## Galerij

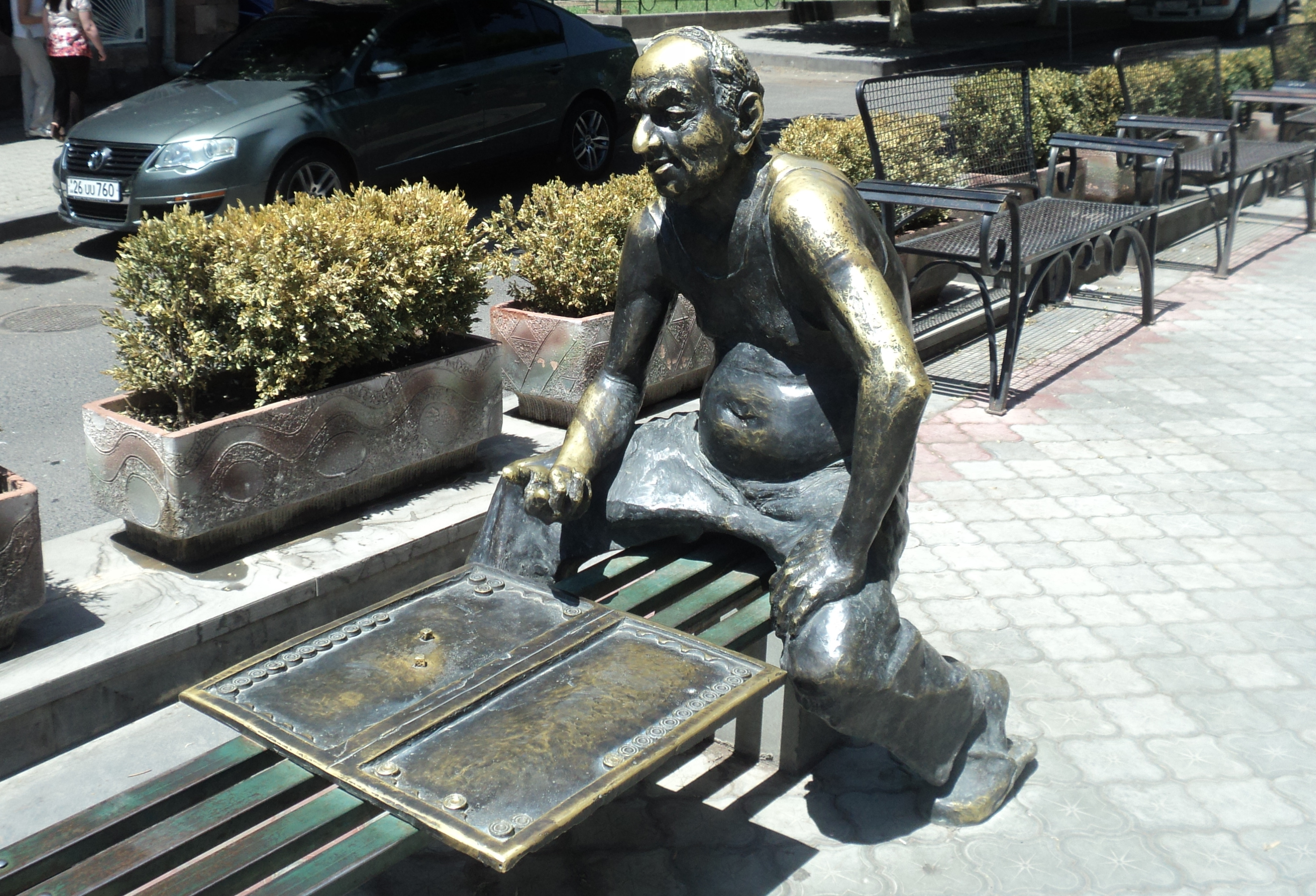
De Backgammonspeler
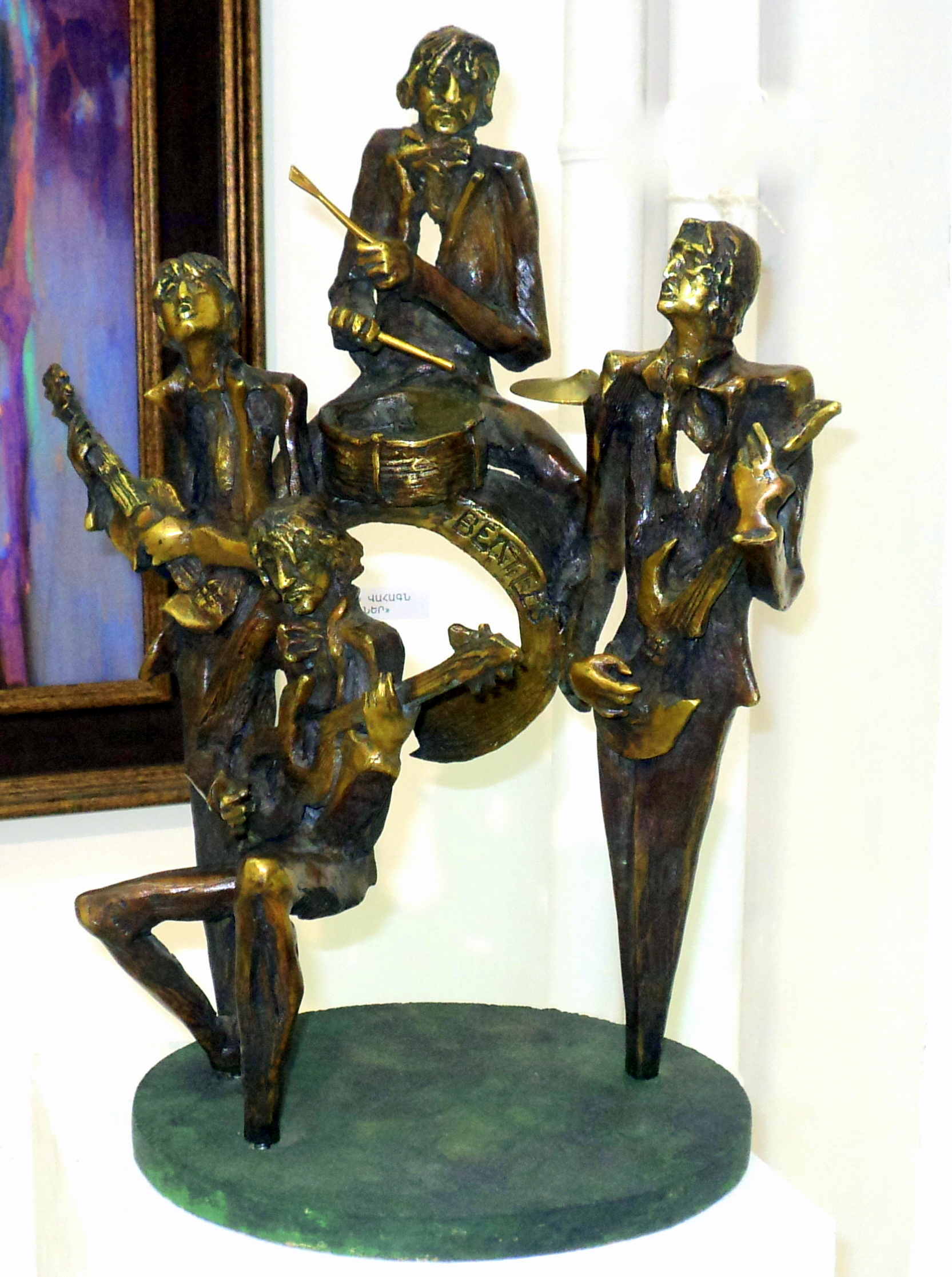
Liverpool-kwartet
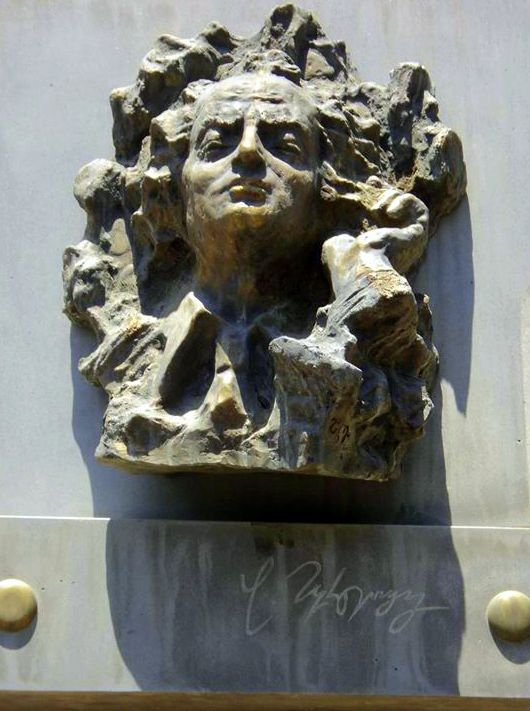
Buste van Vardges Petrosyan
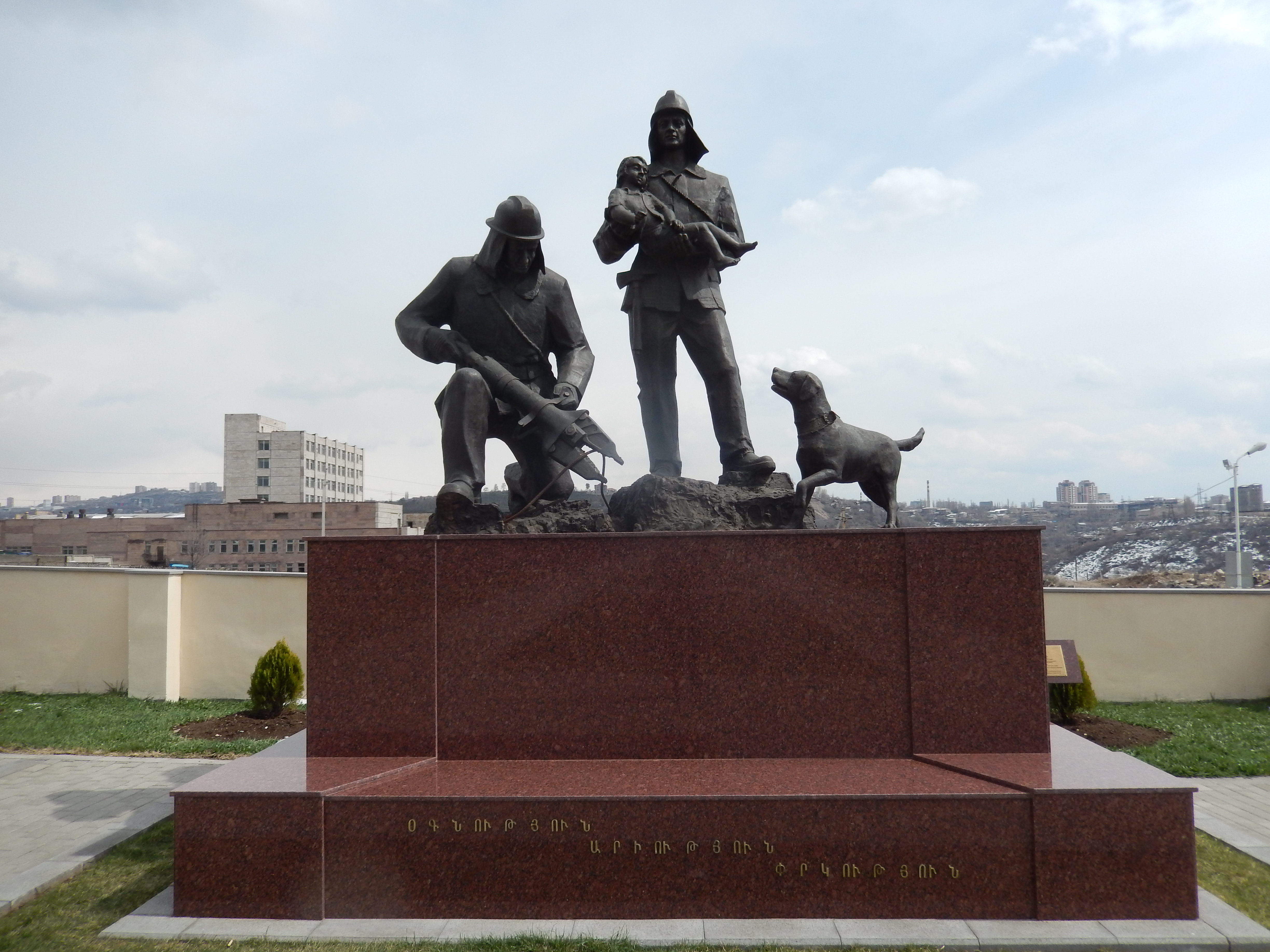
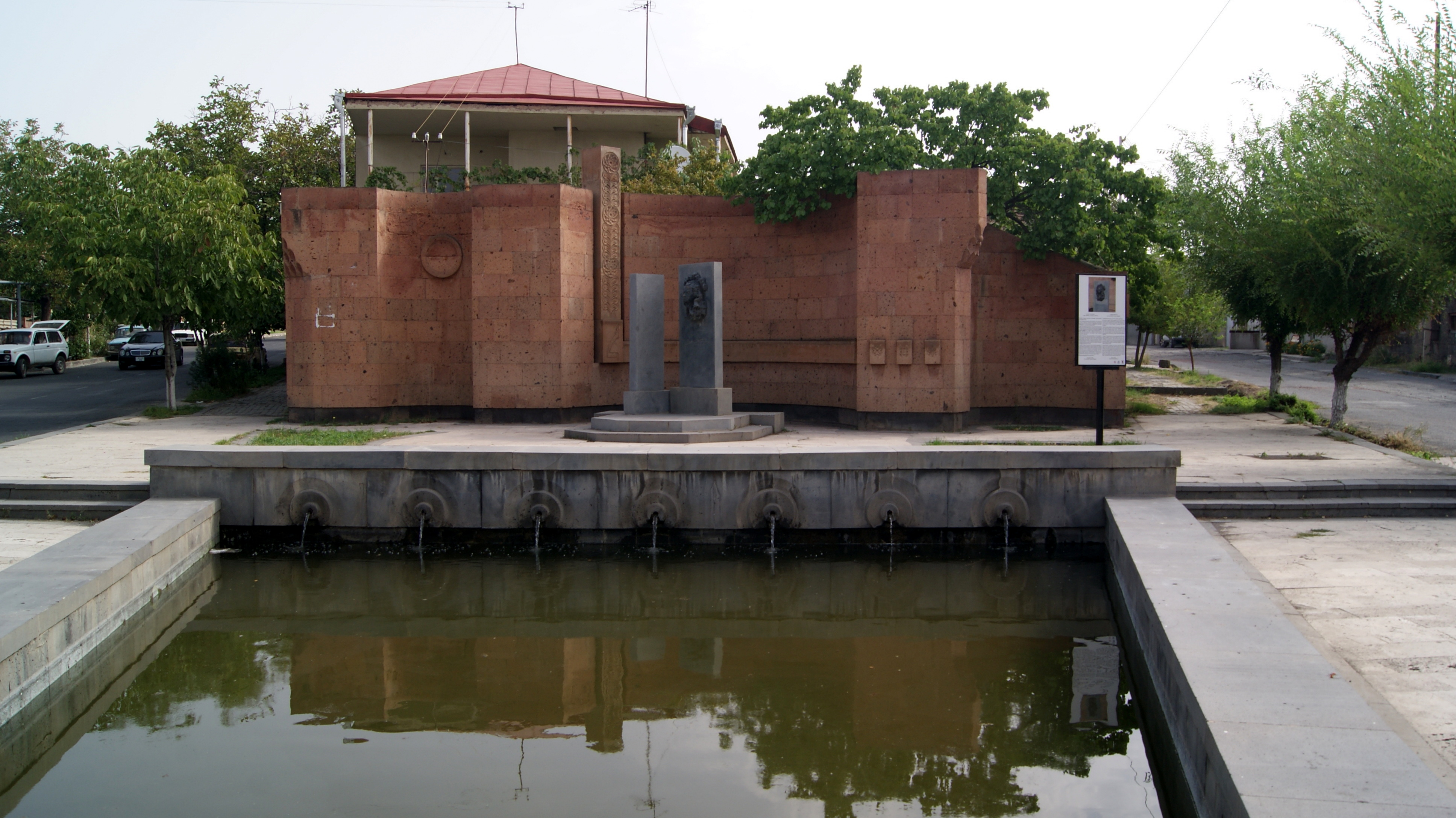
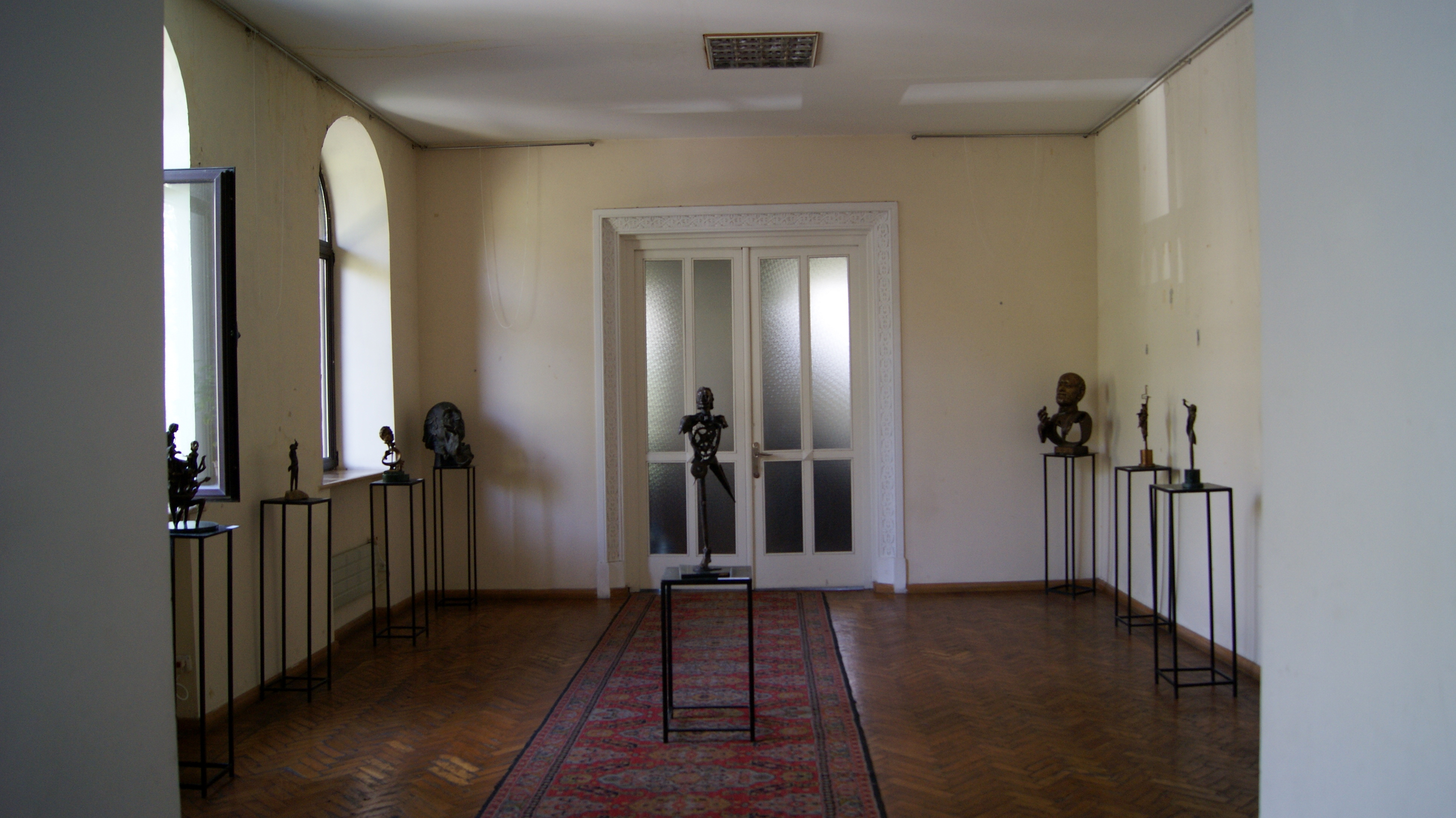